# Norodom Sihanouk
Norodom Sihanouk (født 31. oktober 1922, død 15. oktober 2012) var en cambodjansk statsmand og medlem af Cambodjas kongefamilie, der på tværs af adskillige forskellige regimer spillede en hovedrolle i Cambodjas historie gennem 63 år fra 1941 til 2004 blandt andet som konge, statsoverhoved og premierminister.

## Tidlige liv
Sihanouk blev født den 31. oktober 1922 i Cambodjas hovedstad Phnom Penh som søn af prins Norodom Suramarit og prinsesse Sisowath Kossamak, datter af kong Sisowath Monivong. På tidspunktet for hans fødsel var Cambodja et fransk protektorat, der blev administreret som en del af kolonien Fransk Indokina. Prins Sihanouk blev uddannet på franske skoler i Saigon og Paris.

## Konge, prins, eksil og konge igen
Da kong Monivong døde den 23. april 1941, blev den 18-årige Sihanouk installeret som konge på foranledning af den franske koloniadministration under det franske Vichy-regime. Franskmændene håbede at være i stand til at kunne bruge den unge Sihanouk som en føjelig udøver af deres koloniale interesser.
Cambodja blev selvstændigt i 1953 ved slutningen af den 1. indokinesiske krig. I 1955 abdicerede Sihanouk og blev premierminister, mens hans far Suramarit blev konge. Ved Suramarits død i 1960 blev Sihanouk igen valgt til statsoverhoved, men tog titlen "prins".
Mens Sihanouk var i udlandet i 1970, blev han styrtet af Lon Nols kup, og Cambodja blev republik. Sihanouk gik i eksil i Beijing og blev forbundsfælle med de Røde Khmerer.
Efter de Røde Khmerers magtovertagelse i 1975 blev Sihanouk igen statsoverhoved, men blev afsat i 1976 og gik igen i eksil i Kina og Nordkorea. Efter Vietnams besættelse af Cambodja i 1979 blev han præsident for modstandbevægelsen, et forbund af de Røde Khmerer og to andre partier. I 1991 endte en fredsaftale guerillakrigen i Cambodja, og Sihanouk vendte hjem. Han blev igen konge i 1993.
Han abdicerede i 2004 af helbredsgrunde, og hans søn Norodom Sihamoni blev valgt til konge. Sihanouk døde 89 år gammel den 15. oktober 2012 i Beijing efter at have lidt af helbredsproblemer i flere år. Han blev kremeret i henhold til buddhistiske ritualer i Phnom Penh den 4. februar 2013.

## Andet
- En anden søn Norodom Ranariddh var Cambodjas premierminister fra 1993 til 1997.[1]